# Дороті Менлі
Дороті Гледіс Менлі (англ. Dorothy Gladys Manley; у першому шлюбі — Голл (англ. Hall); у другому шлюбі — Парлетт (англ. Parlett); 29 квітня 1927 — 31 жовтня 2021) — британська легкоатлетка, яка спеціалізувалася в бігу на короткі дистанції.

## Із життєпису
Срібна олімпійська призерка у бігу на 100 метрів (1948).
На Іграх-1948 була також четвертою у склад британського естафетного квартету 4×100 метрів.
Чемпіонка Європи в естафеті 4×100 метрів (1950).
Бронзова призерка чемпіоната Європи у бігу на 200 метрів (1950).
Володарка двох медалей в естафетних дисциплінах на Іграх Британської імперії (1950): «срібло» в естафеті 220+110+220+110 ярдів та «бронза» в естафеті 110+220+110 ярдів.
Чемпіонка Британії у бігу на 200 метрів (1950).
Ексрекордсменка світу в естафеті 4×220 ярдів (1.41,4h; 1951).
Припинила змагальну кар'єру 1952 року через проблеми зі щитоподібною залозою.
1973 пішов з життя її перший чоловік, Пітер Голл.
1980 року одружилась із Джоном Парлеттом, з яким була знайома ще з Ігор-1948. Він був чемпіоном Європи-1950 у бігу на 800 метрів та посів 8-е місце у фіналі Ігор-1948 на цій самій дистанції.
Працювала вчителькою гри на піаніно.
Пішла з життя, маючи 94 роки.

## Основні міжнародні виступи
| Рік  | Змагання                 | Місто                 | Місце | Дисципліна | Примітки         |
| ---- | ------------------------ | --------------------- | ----- | ---------- | ---------------- |
| 1948 | Олімпійські ігри         | Лондон                | 2     | 100 м      | Відео на YouTube |
| 1948 | 4×100 м                  |                       |       |            |                  |
| 1950 | Ігри Британської імперії | Окленд                | 3заб5 | 100 ярдів  |                  |
| 1950 | 3заб4                    | 220 ярдів             |       |            |                  |
| 1950 | висота                   |                       |       |            |                  |
| 1950 | 2                        | 220+110+220+110 ярдів |       |            |                  |
| 1950 | 3                        | 110+220+110 ярдів     |       |            |                  |
| 1950 | Чемпіонат Європи         | Брюссель              | 3заб3 | 100 м      |                  |
| 1950 | 3                        | 200 м                 |       |            |                  |
| 1950 | 1                        | 4×100 м               |       |            |                  |